# ولادیلاو کالیکف
ولادیلاو کالیکف (به انگلیسی: Vladislav Kulikov) (زادهٔ ۷ ژانویهٔ ۱۹۷۱) شناگر اهل روسیه است.